# Technoscience
Il est d'usage de considérer le philosophe belge Gilbert Hottois comme l'inventeur du néologisme et mot-valise technoscience en 1977 afin de mettre en évidence le caractère intriqué des liens entre les sciences et les techniques et émettre la thèse que leur contrôle devient de plus en plus problématique au XXe siècle. Toutefois, en 2015, Dominique Raynaud indique que ce mot a été utilisé de façon confidentielle dès le lendemain de la Seconde Guerre mondiale ; la première fois en 1946 par Harold D. Lasswell, politiste, psychanalyste et théoricien de la communication de masse américain ; avant que le terme ne soit repris par Edgard Schieldrop en 1956 ou Lynton Caldwell en 1968 .
Repris en 1987 par Dominique Janicaud , auteur de La puissance du rationnel, et vulgarisé la même année par Bruno Latour , le terme entre dans le vocabulaire usuel dans les années 1990, utilisé notamment par les Américains Hubert L. Dreyfus, Donna Haraway  et Don Ihde. Après avoir connu un pic en 2001, il est aujourd'hui « revenu à la fréquence qu’il avait en 1993. Ce recul interroge le pouvoir heuristique qu’il aurait pour décrire et expliquer les transformations des sciences et techniques dans le monde contemporain », selon Dominique Raynaud.
Selon le philosophe François-David Sebbah le terme se retrouve essentiellement dans les discours militants (pour exprimer une inquiétude) mais est pratiquement absent dans le milieu scientifique et il est moins éclairant qu'il ne pose de questions, tant dans les champs de l’épistémologie, de l’économie et de la politique que dans ceux de la philosophie et de la métaphysique.

## Problème de la définition
Le philosophe Jean-Pierre Séris souligne en 1994 la difficulté de définir le terme : 

« On a introduit depuis peu le terme de “technoscience” pour désigner le complexe de sciences et de techniques qui contrôle et commande la cohérence de la recherche et du développement. Complexe scientifico-technique, industriel et post-industriel, qui est une réalité sociologique, économique et politique. Nous nous interrogeons sur l’opportunité du recours à ce terme. Il est peu de découvertes scientifiques qui ne se monnaient aujourd’hui presque aussitôt en spectaculaires retombées technologiques (le laser), peu de découvertes scientifiques qui n’empruntent à une technologie leurs conditions mêmes de possibilité (le génie génétique). L’opposition grecque entre une épistémè contemplative, désintéressée et une technè utilitaire, active, débrouillarde et pratique ne nous parle plus… C’est un fait. Seule la nature de cette liaison pose un problème : parlera-t-on de parenté, de symbiose, de parasitisme, de collusion, de confusion, de couplage, de feed-back ?... »

De fait, l'histoire des sciences et l'histoire des techniques sont étroitement liées. Deux types de liens sont ordinairement soulignés : l'opérativité et la circularité. Par opérativité, on entend le fait que la science ne se contente pas d'observer le réel, elle l'utilise, le modifie, l'enrichit... voire produit techniquement des phénomènes qui, sans elle, n'existeraient pas. C'est particulièrement le cas de la chimie : les chimistes ne cessent de synthétiser de nouvelles molécules, de nouveaux matériaux. Par circularité, on signifie que la technique produit des outils permettant de savoir plus et mieux. L'ordinateur est l'exemple même d'instrument permettant d'enrichir les sciences, en particulier les mathématiques.
Toutefois, s'il s'agit de mettre en évidence l'intrication entre des champs jusqu'alors séparés, certains estiment qu'il n'y a aucune raison de s'en tenir à des relations de binômes. Ainsi, au concept de technoscience, le philosophe Jean C. Baudet préfère-t-il celui de STI (Science-Technique-Industrie) parce qu'aux composantes scientifique et technique, il intègre la dimension économique. Les querelles de dénomination sont nombreuses. Certains préfèrent parler de Technologie, comme Michel Puech tandis que le sigle « R&D » (pour Recherche et Développement) est régulièrement utilisé d'après Gilbert Hottois pour désigner le cœur de la technoscience, l'espace où se rencontrent chercheurs, ingénieurs et industriels.
En 2015, Dominique Raynaud retient plusieurs objections à l'encontre du mot « technoscience » :
- Désignant tantôt la réunion des sciences et des techniques, tantôt l’intersection entre sciences et techniques, sa définition reste vague.
- Alors qu'il constitue un néologisme, il ne décrit nullement un phénomène nouveau.
- Sa composante émotionnelle compromet son accès au statut de concept descriptif-explicatif.
- Délaissé par les scientifiques et les ingénieurs, il n'aide en rien à orienter l’organisation des rapports entre sciences et techniques.
- Alors qu'il n'est pratiquement utilisé que dans des milieux militants, son usage est en déclin.

## Critique divisée
Le néologisme « technoscience » émerge à la fin des années 1970, soit au début de la crise écologique, quand se propage dans les sociétés industrialisées le sentiment général que les scientifiques s'avouent dépassés par la façon dont leurs recherches, à peine écloses, sont appliquées dans l'industrie dans des directions qu'ils n'ont pas du tout anticipées, voire qu'ils désapprouvent, en particulier dans les secteurs de l'agriculture intensive (notamment avec l'usage des produits pesticides), de l'industrie de l'armement, de la biochimie (travaux sur le clonage) et des premières recherches sur le couplage homme-machine.
En réalité, les premiers doutes que les scientifiques émettent concernant les applications de leurs recherches remontent à la fin de la Seconde Guerre mondiale, le 16 juillet 1945 exactement, quand les Américains font exploser leur première bombe atomique dans l’un de leurs déserts. Sidérés par le spectacle, soixante-dix des physiciens qui s'étaient investis dans la conception de la bombe (Projet Manhattan) adressent une pétition au président des États-Unis, Truman, pour lui demander que l’arme ne soit utilisée contre des humains qu’après que sa puissance leur ait été démontrée. Peine perdue puisque, trois semaines plus tard, l'armée américaine détruit les villes japonaises d'Hiroshima et Nagasaki.
Depuis cette date, la plupart des scientifiques admettent qu'ils sont confrontés à des problèmes éthiques qu'ils ne peuvent résoudre selon les catégories traditionnelles du bien et du mal et qu'ils se voient contraints d'entretenir une conception du monde fondée sur la prise de risques incessante.
Certains philosophes, sociologues et historiens des techniques assimilent cette vision du monde à une idéologie, voire à un totalitarisme d'un type nouveau. Ils en voient la cause dans le fait que les outils et instruments conçus et utilisés par les scientifiques sont considérés comme « neutres » alors qu'en réalité, leur prolifération et leur interconnexion influent profondément sur le cours de l'histoire. Mais parmi ces intellectuels, il faut distinguer ceux qui recourent sans hésitation au terme « technoscience » (Gilbert Hottois est le premier d'entre eux) et ceux qui, au contraire, y voient une source de confusion.

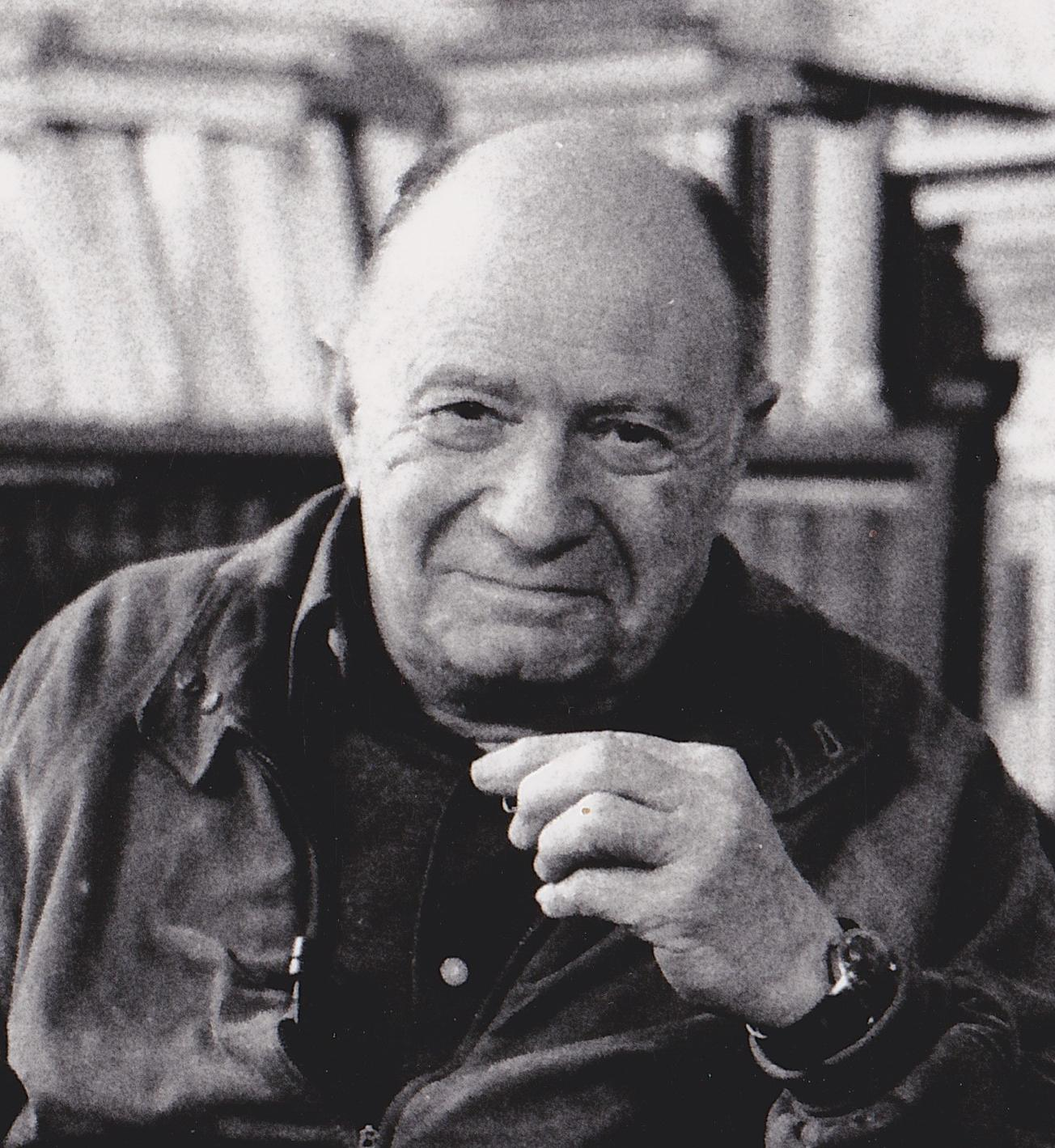
Jacques Ellul

En France, avant même que le mot « technoscience » soit créé et usité, Jacques Ellul fait partie de ceux pour qui non seulement les rapports entre « science » et « technique » mais le mot « technique » lui-même sont devenus profondément problématiques. Selon lui, en effet, « la technique » a radicalement changé de statut au cours du XXe siècle : elle ne doit plus être définie en termes d'outils ou d'infrastructures, elle n'est plus « un ensemble de moyens au service de finalités diverses », elle est devenue une finalité à part entière, ce que traduit le dicton populaire « on n'arrête pas le progrès ». Consécutivement au mouvement de sécularisation et de l'idéologie du progrès qui ont gagné l'ensemble de l'Occident à partir des Lumières, la technique exige d'être considérée non plus seulement en tant que phénomène objectif (« le progrès technique ») mais aussi - et surtout - en termes d'évolution des mentalités, en tant qu'idéologie : elle constitue avant tout un état d'esprit, qui plus est la pensée dominante du XXe siècle.

En 1952, Ellul estime qu'elle est devenue une finalité car, collectivement et inconsciemment, elle est « sacralisée ». Pour le moins doit-on la définir comme « la préoccupation de l'immense majorité des hommes de notre temps de rechercher en toutes choses la méthode absolument la plus efficace ». En conséquence, il est vain (car illusoire) de critiquer la technique si l'on en reste à une vision objectiviste. Ellul tient pour un lieu commun le fait de ne considérer la technique que comme « l'application de la science ». Il tient en revanche à découpler les deux termes : 

« La relation de la science et de la technique est de ces sujets classiques au baccalauréat. (...) Chacun sait que la technique est une application de la science et, plus particulièrement, la science étant spéculation pure, la technique va apparaître comme le point de contact entre la réalité matérielle et le résultat scientifique, mais aussi bien comme le résultat expérimental, comme une mise en oeuvre des preuves, que l'on adaptera à la vie pratique. Cette vue traditionnelle est radicalement fausse. Elle ne rend compte que d'une catégorie scientifique et d'un bref laps de temps : elle n'est vraie que pour les sciences physiques et que pour le XIXe siècle. On ne peut donc fonder là-dessus une considération générale. Sous l'angle historique, une simple remarque détruira (cette approche) : historiquement, la technique a précédé la science, l'homme primitif a connu des techniques. Dans la civilisation hellénistique, ce sont les techniques orientales qui arrivent les premières, non dérivées de la science grecque. Donc, historiquement, ce rapport science-technique doit être inverse. (...) On sait que dans bien des cas, même en physique au XIXe siècle, la technique précède la science. L'exemple le plus connu est celui de la machine à vapeur. C'est une réalisation pure du génie expérimental. »

Se référant aux analyses de l'essayiste autrichien Robert Jungk, Ellul estime que : 

« la plupart des chercheurs dans un laboratoire sont des techniciens qui font un travail éloigné de ce qu'on imagine être le travail scientifique. (...) Cette relation entre science et technique devient encore plus obscure si l'on considère des domaines plus nouveaux, où il n'y a plus aucune frontière. (Par exemple), où commence et où finit la technique en biologie ? (...) Ce n'est pas l'application qui caractérise (la) technique car, sans (celle-ci), préalable ou concomitante, la science n'a aucune existence particulière.
 (Même chose) en économie politique : (...) c'est la technique économique qui forme aujourd'hui la matière même de la pensée économique . »

Ellul poursuit : 

« Bien entendu, il n'est pas question de minimiser l'activité scientifique mais de constater seulement que, dans les faits historiques, elle est surclassée par l'activité technique . »

 Et il conclut sa démonstration en avançant la thèse que non seulement la technique ne peut plus être considérée comme un moyen (ou un ensemble de moyens) produit en vue d'atteindre une fin mais - citant Marcel Mauss - que c'est la science qui, désormais, est rabaissée au rang de simple accessoire de la technique : 

« « Même la science, la magnifique science, est devenue un élément de la technique, un moyen ». (...) Peut-être d'ailleurs - et c'est partiellement la pensée d'Einstein - la technique dévorante finira t-elle par dévorer la science . »

Au XXIe siècle, dans le sillage de la pensée ellulienne, certains militants technocritiques expliquent le succès du mot « technoscience » par « le fait que le processus technicien (reste) vécu comme un ensemble de faits et n'est (toujours) pas reconnu comme une croyance collective ».

## Éthique paralysée
En conclusion de son analyse du mot « technoscience », Dominique Raynaud estime que ce mot doit être soit abandonné, car considéré comme un simple buzzword sans avenir, soit redéfini. Cette difficulté à définir par un mot (« technoscience » ou un autre) le fait que les humains se sentent littéralement dépassés par le progrès technique tient au fait que celui-ci rend toujours plus caducs les repères éthiques traditionnels. De fait, il contraint les humains à se situer de plus en plus "par delà le bien et le mal". En 1979, le philosophe allemand Hans Jonas écrit : « La technique moderne a introduit des actions d'un ordre de grandeur tellement nouveau, avec des objets tellement inédits et des conséquences tellement inédites, que le cadre de l'éthique antérieure ne peut plus convenir ».
En 1973, Jacques Ellul reprend sa théorie sur les relations entre « la science » et « la technique » mais cette fois, pour étudier les places respectives que ces deux phénomènes occupent dans l'imaginaire collectif. Comme d'autres, il observe que les machines automatisées remplacent de plus en plus les humains sur leurs lieux de travail car elles sont plus efficaces. Selon lui, il en est ainsi à la suite de deux importants changements de mentalité successifs :
- Au XVIIIe siècle, les humains ont érigé le travail en valeur, convaincus que, malgré les contraintes, travailler mène au bonheur, lequel est une « idée neuve » (expression du révolutionnaire Saint-Just) que dans la mesure où, en société sécularisée, il se substitue à l'image du Paradis des chrétiens [23].
- Au XXe siècle, les machines dépassant en efficacité le travail humain, elles sont d'autant plus sacralisées que l'efficacité est sur-valorisée : "Ce n'est pas la technique qui nous asservit mais le sacré transféré à la technique"[24].

Dans ces conditions, la technique, dans ses fondements, échappe non seulement à tout contrôle politique mais à tout jugement éthique. L'éthique n'a plus aucun rapport à des principes tels que le bien et le mal, elle est rabaissée à de simples critères utilitaristes, en premier lieu, donc, celui de l'efficacité. Elle n'est plus vécue comme un ensemble de commandements mais comme un ensemble d'accommodements à la logique technicienne.

## Analyse marginale
Selon Jacques Ellul lui-même, l'approche des rapports « science-technique » reste peu compréhensible du fait que le concept de "sacralisation de la technique" demeure majoritairement insaisissable.
Reprenant les analyses de Georges Friedmann, il avance en 1973, dans Les nouveaux possédés, que la technique est sacralisée parce qu'elle est devenue « le nouveau milieu de l'homme » et que « les hommes ne peuvent s'empêcher de sacraliser leur milieu ». La technique s'étant peu à peu substituée à la nature en tant que milieu (pour les jeunes générations, elle est un "déjà-là"), elle a elle-même désacralisé (profané, pollué...) la nature et, par là-même, elle a récupéré à son profit le sacré qui était auparavant transféré sur celle-ci.
Il en va tout différemment de la science. Selon Ellul, celle-ci n'est pas « sacralisée » : pour le commun des mortels, une théorie scientifique n'a pas de valeur en soi, car elle est abstraite, ce qui n'est nullement le cas d'un ordinateur ou d'une voiture, objets très souvent investis affectivement. En revanche, la science constitue, avec l'histoire, l'un des deux plus grands mythes de l'ère contemporaine.
D'une part, résume Ellul, il est faux d'imaginer que, sous prétexte que la civilisation s'est sécularisée, les humains se sont départis de toute religiosité. Celle-ci se reporte désormais sur les objets techniques. D'autre part, le fait que les historiens et les scientifiques mènent leurs recherches de manière rigoureuse et rationnelle n'empêche pas que l'histoire et la science, dans l'ensemble, sont vécues comme des récits explicatifs. Le fait même que des scientifiques et des historiens soient régulièrement convoqués dans les journaux télévisés pour « expliquer » tel ou tel événement d'actualité prouve qu'ils exercent aujourd'hui la fonction qu'assuraient autrefois les mythes.

Contrairement aux thèses post-modernes qui font aujourd'hui autorité et selon lesquelles le monde est désormais « désenchanté », Ellul affirme que c'est seulement « la nature » qui l'est mais qu'en revanche l'environnement technicien est tout autant, sinon plus, sacralisé qu'autrefois la nature. Sans minimiser le rôle du capitalisme, Ellul le relativise : « Le capitalisme est une réalité déjà historiquement dépassée. Il peut bien durer un siècle encore, cela n'a pas d'intérêt historique. Ce qui est nouveau, significatif et déterminant, c'est la technique ». Dans le sillage de ses analyses, certains militants technocritiques estiment au XXIe siècle que si le capitalisme reste une idéologie très prégnante et, en même temps, globalement aussi peu contestée qu'aux temps de Marx, c'est parce qu'il est lui-même entièrement construit sur l'idéologie technicienne mais que cette indexation reste fondamentalement impensée, car opérant depuis l'inconscient : 

« Le sacré… quel est aujourd'hui l'économiste qui introduit cette notion dans le cadre de ses diagnostics ? Qui aujourd'hui est prêt à prendre au sérieux l'idée que « l'homme moderne » puisse sacraliser quoi que ce soit ? Même un Marcel Gauchet (l'un des rares penseurs d'aujourd'hui à inscrire ses analyses du présent dans le temps long et à penser le politique comme participant d'une continuité avec le religieux) conclut au désenchantement du monde. En définitive, ce n'est pas le monde dans sa globalité qui est désacralisé mais seulement la nature (notre environnement pollué en est la preuve) tandis que c'est l'instrument même de cette désacralisation, la technique, qui – au fil d'un jeu de chaises finement décrit par Ellul à travers son œuvre – est devenu l'objet tabou par excellence : incritiquable donc immaîtrisable. »

## Place de la technoscience dans la pensée humaine

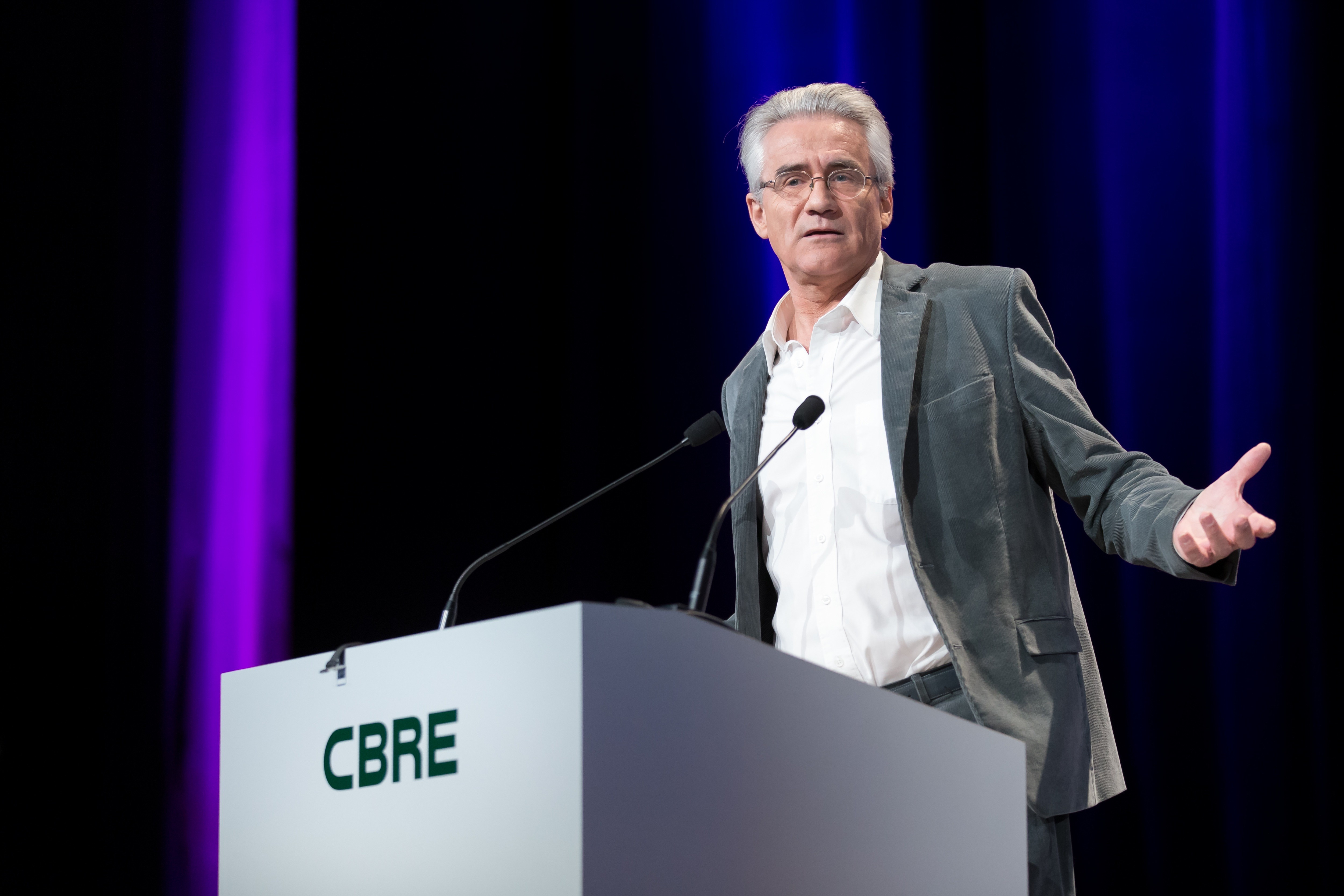
Comte-Sponville, en 2013 au forum annuel de la société CBRE.

Le philosophe André Comte-Sponville, dans Le capitalisme est-il moral ?, distingue dans la pensée humaine « quatre ordres », qui sont, du plus bas au plus élevé de la hiérarchie des primautés de valeurs :
1. l'ordre de l'économie de la technique et des sciences auquel appartient le capitalisme ;
2. l'ordre juridico-politique ;
3. l'ordre de la morale ;
4. l'amour.

La technoscience est donc, avec l'économie, au plus bas niveau, tandis que L'amour est au plus haut niveau de la pensée.

### Livres

#### Années 2010
- Mehdi Belhaj Kacem, Dieu : la mémoire, la techno-science et le Mal, Paris, Éditions Les liens qui libèrent, 2017, 200 p. (ISBN 979-10-209-0519-2, OCLC 1014227936)

- Dominique Raynaud, Qu’est-ce que la technologie ? Suivi d’un Post-scriptum sur la technoscience, Paris, Editions Matériologiques, 2016, 312 p. (ISBN 978-2-37361-044-4, OCLC 945405483)

- L'Homme et les technosciences, le défi : actes de la 89e session, Semaines sociales de France, Université catholique de Lille, 21-23 novembre 2014, Paris, BoD, 2015, 251 p. (ISBN 978-2-322-01723-2, OCLC 972262851)
- Régis Bigot et Sandra Hoibian, Les technosciences : amélioration ou perversion de l'humanité?, CRÉDOC, Centre de recherche pour l'étude et l'observation des conditions de vie, 2014
- François Jarrige, Technocritiques : du refus des machines à la contestation des technosciences, Paris, La Découverte, 2014 (réimpr. 2016), 419 p. (ISBN 978-2-7071-7823-7, OCLC 875132843)
- Dominique Pestre (dir.), Le gouvernement des technosciences : gouverner le progrès et ses dégâts depuis 1945, Paris, La Découverte, coll. « Recherches », 2014, 321 p. (ISBN 978-2-7071-7504-5, OCLC 896821902)
- Christophe Bonneuil et Pierre-Benoît Joly, Sciences, techniques et sociéte, Paris, La Découverte, coll. « Repères / sociologie » (no 620), 2013, 125 p. (ISBN 978-2-7071-5097-4, OCLC 858224535)
- François-David Sebbah, Qu'est-ce que la "technoscience"? une thèse épistémologique ou la fille du diable? : enquête sur les usages de la notion de "technoscience" dans l'espace de la pensée française contemporaine, Paris, Les Belles lettres, coll. « À présent. / Encre marine », 2010, 188 p. (ISBN 978-2-35088-023-5, OCLC 690870095)

#### Années 2000
- Bernadette Bensaude-Vincent, Les vertiges de la technoscience : façonner le monde atome par atome, Paris, La Découverte, coll. « Sciences et société », 2009, 223 p. (ISBN 978-2-7071-5633-4, OCLC 404166241)
- Marc Atteia, Le technoscientisme, le totalitarisme contemporain, Gap, Yves Michel, coll. « Société civile », 2009, 423 p. (ISBN 978-2-913492-63-9, OCLC 427707698)
- Jean-Yves Goffi (dir.), Regards sur les technosciences (actes d'un colloque, Grenoble les 27 et 28 octobre 2004), Paris, J. Vrin, coll. « Pour demain », 2006, 219 p. (ISBN 978-2-7116-1846-0, OCLC 954168416, lire en ligne)
- René Blais (dir.) et Luc Vigneault (dir.), Culture et technoscience : des enjeux du sens à la culture : approche d'une logique multidisciplinaire, Québec, Presses de l'Université Laval, 2006, 164 p. (ISBN 978-2-7637-8230-0, OCLC 1006948409, lire en ligne)
- Jean-Claude Baudet, De la machine au système : histoire des techniques depuis 1800, Paris, Vuibert, 2004, 600 p. (ISBN 978-2-7117-5324-6, OCLC 255577385)
- Jean-Claude Baudet, De l'outil à la machine : histoire des techniques jusqu'en 1800, Paris, Vuibert, coll. « Culture scientifique », 2003, 346 p. (ISBN 978-2-7117-5323-9, OCLC 635988447)
- Isabelle Stengers, Sciences et pouvoirs : la démocratie face à la technoscience, Paris, La Découverte, coll. « Poche / Essais » (no 135), 2002, 119 p. (ISBN 978-2-7071-3857-6, OCLC 301082696)
- Gilbert Hottois, Technoscience et sagesse, Saint-Sébastien-sur-Loire, Editions Pleins Feux, 2002, 57 p. (ISBN 978-2-912567-28-4, OCLC 422140868)
- Thomas Ferenczi (dir.), Les défis de la technoscience, Bruxelles, Ed. Complexe, 2001, 160 p. (ISBN 978-2-87027-903-8, OCLC 949093086, lire en ligne)

#### Années 1990
- Gilbert Hottois, Entre symboles et technosciences : un itinéraire philosophique, Seyssel, France, Champ Vallon, coll. « milieux », 1996, 266 p. (ISBN 978-2-87673-219-3, OCLC 237329793, lire en ligne)
- Serge Latouche, La mégamachine raison technoscientifique, raison économique et mythe du progrès : essais à la mémoire de Jacques Ellul, Paris, Éd. la Découverte MAUSS, coll. « Recherches », 1995 (réimpr. 2004), 243 p. (ISBN 978-2-7071-2457-9, OCLC 635635935)
- Jean-Pierre Séris, La technique, Paris, Presses universitaires de France, coll. « Grandes questions de la philosophie », 1994 (réimpr. 2013), 414 p. (ISBN 978-2-13-046034-3, OCLC 299450654)
- Philippe Breton, Alain-Marc Rieu et Franck Tinland, La techno-science en question : éléments pour une archéologie du XXe siècle, Seyssel, Champ Vallon, coll. « Milieux », 1990, 250 p. (ISBN 978-2-87673-081-6, OCLC 22382639, lire en ligne)
- Jacques Prades (dir.), La technoscience : les fractures des discours, Paris, L'Harmattan, coll. « Logiques sociales », 1992, 288 p. (ISBN 978-2-7384-1350-5, OCLC 406951685, lire en ligne)
- Gilbert Hottois, Le paradigme bioéthique : une éthique pour la technoscience, Bruxelles, De Boeck Universite, coll. « Sciences, éthiques, sociétés. », 1990, 214 p. (ISBN 978-2-8041-1414-5, OCLC 807463183)

#### Années 1980
- Jacques Ellul (préf. Jean-Luc Porquet), Le bluff technologique, Paris, Pluriel, coll. « Pluriel », 2010 (1re éd. 1988), 748 p. (ISBN 978-2-8185-0227-3, OCLC 807371957)
- Dominique Janicaud, La puissance du rationnel, Paris, Gallimard, coll. « Bibliothèque des idées », 1985, 386 p. (ISBN 978-2-07-070343-2, OCLC 803308226)
- Gilbert Hottois, Le signe et la technique : la philosophie à l'épreuve de la technique, Paris, Aubier, coll. « Res. / L'invention philosophique », 1984, 222 p. (ISBN 978-2-7007-0352-8, OCLC 1100334779)
- Gilbert Hottois, Philosophies des sciences, philosophies des techniques, Paris, Odile Jacob, octobre 2004, 224 p. (ISBN 978-2-7381-1560-7, OCLC 404184912, présentation en ligne, lire en ligne)

#### Années 1970
- Jacques Ellul, Le Système technicien, 1977; réédition : Le cherche midi, 2012
- Jürgen Habermas, La technique et la science comme "idéologie", Gallimard, 1973; titre original : Technik und Wissenschaft als "Ideologie” (1968)

### Articles et numéros spéciaux de revues
- Technoscience : la boîte de Pandore, no 738 de la revue québécoise Relations, août 2009
- Thomas Feixa, Ces libertaires qui luttent contre la technoscience, Le Monde diplomatique, novembre 2003
- Christophe Bonneuil et Jean-Paul Gaudillière, "Politique du risque et expertise plurielle : la technoscience au péril de la démocratie", Mouvements, no 7, janvier-février 2000
- André-Yves Portnoff, Ravages de la technoscience, Le Monde diplomatique, avril 1998

(compte rendu du no 38 de Manière de voir, mars-avril 1998, titré "Ravages de la technoscience")

- Gilbert Hottois, Éthique et techno-science, La pensée et les hommes (revue de philosophie et de morale laïque), 1978